# James Mason (Rechtsextremist)

James Mason (2021)

James Nolan Mason (* 25. Juli 1952 in Chillicothe) ist ein US-amerikanischer Neo-Nazi, Autor und Vordenker der Atomwaffen Division.

## Leben
Mason wuchs in Chillicothe, Ohio, auf und trat bereits im Alter von 14 Jahren in die Jugendorganisation der 1959 von George Lincoln Rockwell gegründeten American Nazi Party (ANP) ein.
1968, als Mason 16 Jahre alt war, plante er einen Mord an seinem Schulleiter und weiteren Lehrern seiner High School. Auf Anraten des von ihm auf seine Pläne angesprochenen Parteimitglieds William Luther Pierce verzichtete er jedoch auf Umsetzung dieser Pläne und verließ die Schule, um im Parteibüro der inzwischen in National Socialist White People’s Party (NSWPP) umbenannten Nazi-Partei in Alexandria, Virginia, zu arbeiten.
Im Jahr 1970, im Alter von 18 Jahren, wurde Mason ein Vollmitglied der NSWPP und kehrte nach Chillicothe zurück.
Mason war ab 1980 Chefredakteur von Siege, einem neonazistischen Newsletter der National Socialist Liberation Front (NSLF). Auch nachdem die NSLF im Jahr 1982 nicht länger aktiv war, publizierte Mason noch bis 1986 weiter. Im Newsletter huldigte Mason unter anderem Adolf Hitler, Joseph Tommasi, Charles Manson und Savitri Devi. Er befürwortete auch willkürliche Angriffe auf die Gesellschaft und Mord und Terroranschläge, um diese zu destabilisieren.
1992 wurden die Siege-Newsletter zusammengefasst und unter gleichem Namen in Buchform veröffentlicht. Eine zweite Auflage folgte 2003. Der Tages-Anzeiger nannte Siege „ein Horrorkabinett, eine Dystopie à la «Mad Max», nur blutrünstiger“. Das Buch erreichte eine große Verbreitung in der neonazistischen Szene und gilt als Pflichtlektüre der Atomwaffen Division.
In den Jahren 1988 und 1991 durchsuchte die Polizei Masons Haus in Ohio und beschlagnahmte kinderpornographische Fotos eines 15-jährigen Mädchens. 1992 bekannte er sich schuldig und wurde verurteilt, jedoch musste er nicht in Haft.
Im Mai 1994 wurde Mason erneut verhaftet und wegen zweimaliger sexueller Misshandlung eines Minderjährigen und zweimaliger Beteiligung an der Straftat eines Minderjährigen angeklagt. Seine damals 16-jährige Ex-Freundin und deren neuer Freund, ein Latino, hatten die Polizei angerufen, nachdem sie beide von Mason mit einer Schusswaffe bedroht worden waren. In der Zeit ab Mai 1995 bis August 1999 verbrachte Mason mehrere Jahre im Gefängnis. Nach seiner ersten Entlassung nach drei Jahren folgten in unregelmäßigen Abständen noch mehrere weitere Haftstrafen. In dieser Zeit wandte er sich dem Christentum zu und veröffentlichte im Jahr 2000 The Theocrat, ein Buch über seine vergleichende Betrachtung von Bibelpassagen mit Hitlers Mein Kampf.
Mason gilt als Vordenker und Urvater der neonazistischen und terroristischen Vereinigung Atomwaffen Division.
Mason ist mittlerweile verarmt, er lebt in einer vom Staat bezahlten Wohnung in Denver und isst in Suppenküchen. Seine Wohnung wurde zu einem Treffpunkt der Atomwaffen Division, er bestreitet jedoch, Mitglied zu sein.